# Згадати все (фільм, 1990)
«Згада́ти все» (англ. Total Recall) — фантастичний бойовик режисера Пола Верговена 1990 року за участі Арнольда Шварценеггера. Кінострічку сфільмовано за мотивами оповідання Філіпа Діка «Запам'ятаємо для вас оптом» (англ. We Can Remember It for You Wholesale, 1966).
Фільм розповідає історію звичайного робітника Даґласа Квейда, який раптово для себе стає втягнутим у шпигунство й не може визначити, чи переживання та події є справжніми, чи це лиш наслідок імплантації пам'яті.
Стрічку було номіновано на премію «Оскар» за найкращий звук і найкращий монтаж звуку, зрештою, фільм дістав спеціального «Оскара» за візуальні ефекти.

## Сюжет
Майбутнє, 2084 рік. Каменяреві Даґласу Квейду (Арнольд Шварценеггер) постійно сниться, що він перебуває на Марсі в супроводі милої чорнявки. Побачивши рекламу компанії «Рекол» (з англ. «Recall» — спогад), яка пропонує провести прекрасну відпустку шляхом імплантації в пам'ять спогадів, Даґлас вирішує зробити таку «мандрівку». Попри попередження його співробітника Гарі, що цей задум загрожує втратою пам'яті, головний герой вирушає до контори «Рекол». Після вибору незвичайного варіанту «подорожі» — місії на Марс як шпигуна, трансплантація спогадів починається.
Несподівано Квейд переживає напад нестями, кричить на працівників, що намагаються його приборкати, силкується вирватися. Виявляється, операція зачепила сферу пам'яті, яку стерто раніше. Стерши всі спогади про відвідини компанії «Рекол», Даґласа виряджають додому. Раптово на нього нападає Гарі з гуртом озброєних чоловіків. Удома Даґласа намагається вбити власна дружина (Шерон Стоун). Квейдові телефонує незнайомець і, назвавшись старим другом, передає валізку з грошима, зброєю та підробними документами. Серед інших речей Квейд виявляє відеозапис, який допомагає йому зрозуміти, що ж сталося: Даґласове минуле насправді належить Марсу, де він був секретним агентом. Переслідуваний людьми Рихтера (Майкл Айронсайд), одного з працівників адміністратора Марса Вилоса Когааґена (Ронні Кокс), Квейд вирушає на Червону планету.
Прибувши на Марс, Квейд виявляє, що Когааґен володіє монополією на повітря, і що значна частина мешканців Марсу стала мутантами внаслідок браку якісного повітря та належного захисту від космічного випромінювання. Зустрівши свою колишню подругу Меліну (Рейчел Тікотін) і дізнавшись своє справжнє ім'я — Гаузер, головний герой приєднується до підпільного опору.
Меліна та Квейд знаходять ватажка опору — мутанта Квато, за допомогою якого Квейд згадує про загадкові машини, встановлені в печерах Марсу. Раптом з'являються військові загони Когааґена: вони вбивають Квато, а сам Когааґен оголошує Квейдові, що всі події, які відбулися, сплановано заздалегідь. За Когааґеновими словами, Гаузер, від самого початку прихильний до марсіянського керівництва, погодився стерти собі пам'ять, щоб увійти в довіру до повстанців та дістатися Квато. Тепер, із перемогою над опором, Квейд знову може відновити стару Гаузерову свідомість, силоміць стерши Квейдову особистість. Одначе Гаузерові-Квейду вдається втекти від Когааґена, з боєм прорватися до іншопланетного механізму, що виявляється атомним реактором-генератором атмосфери, придатної для дихання, і запустити його. Внаслідок боротьби коло кнопки запуску, Когааґен гине, а Меліна з Квейдом на диво лишаються живі.
Наприкінці фільму, коли герої стоять на тлі Марса, що повниться повітрям, Квейд питає, чи не є все, через що він пройшов, вживленою вигадкою. Такий сюжетний хід частково підтверджує низка натяків, наприклад: точним описом доктора, що вмовляє Квейда вжити пігулку для повороту в дійсне життя, дальшої сюжетної лінії («Ви будете то рятівник повстанців, то найліпший Когааґенів друг. Потім у ваших фантазіях з'являться іншопланетяни… Все, як Ви й просили»), точним портретом Меліни в комп'ютері «Рекола» в мить накладу пам'яті про мандрівку і, власне, назвою накладеного спогаду за каталогом фірми «Рекол» — «Синє небо над Марсом».

## У ролях
- Арнольд Шварценеггер — Даґлас Квейд / Гаузер
- Шерон Стоун — Лорі Квейд
- Рейчел Тікотін — Меліна
- Ронні Кокс — Вілос Когааґен
- Майкл Айронсайд — Ріхтер
- Маршалл Белл — Джордж / Квато
- Мел Джонсон-молодший — Бенні
- Рой Броксміт — доктор Еджмар
- Рей Бейкер — Боб МакКлейн
- Майкл Чемпіон — Гелм
- Розмарі Дунсмор — доктор Рената Раймунд
- Роберт Констанцо — Гарі
- Люсія Наф — Мері
- Дін Норріс — Тоні
- Девід Кнелл — Ерні

## Сприйняття
«Згадати все» отримав змішані відгуки критиків, які загалом високо оцінювали якість виробництва та акторську гру Шварценеггера, але критикували жорстокі зображення. На агрегаторі рецензій Rotten Tomatoes фільм отримав 82 % схвальних рецензій критиків і 79 % позитивних оцінок від пересічних глядачів. Консенсус критиків стверджує: «Під шаленим керівництвом Пола Верговена, „Згадати все“ — це ривок насильства, крові та гумору, що ніколи не вщухає».
Кім Ньюмен описав у журналі «Empire» «Згадати все» як «вибух безпідставного насильства з кулеметами, ударами по кишках, розриванням горла, вибухом очних яблук і ламанням кісток — фільм не для слабконервних, хоча деякі з гумових ефектів втратили свій вплив з часом». Завдяки декораціям, вибухам, численним поворотам сюжету та надзвичайному насильству фільм по-своєму створює відчуття параноїдального нервування, що зробило Філіпа Діка видатним письменником.
Джон Семлі характеризував «Згадати все» в журналі «Slant Magazine» як карикатурний фільм, який не має тонкої сатири «Робокопа» чи «Зоряного десанту». Він радше чорна комедія з класичними короткими репліками Шварцнеггера та перебільшеними деформаціями й деградацією тіла в межах науково-фантастичного бойовика.
Дессон Гоув у «The Washington Post» похвалив макіяж роботи Роба Боттіна та візуальні ефекти Еріка Бревіга, але зазначив, що спроби Пола Верговена внести до фільму елементи «Робокопа» роблять «Згадати все» «насильницьким, огидним і дорогим». Джин Сіскел у газеті «Chicago Tribune» писав, що «„Згадати все“ починає самознищуватися незабаром після того, як Шварценеггер прибуває на Марс, і сюжет вироджується в насильницьку, приголомшливо нецензурну затію».
На 63-й церемонії вручення премії «Оскар» у 1991 році «Згадати все» отримав нагороду за найкращі візуальні ефекти та дві номінації: за найкращий звук і найкращий монтаж звукових ефектів. На 44-й церемонії вручення кінопремій Британської кіноакадемії фільм отримав одну номінацію — за найкращі візуальні спецефекти, поступившись фантастичній комедії «Люба, я зменшив дітей» (1989). На 17-й церемонії вручення нагород премії «Сатурн», «Згадати все» був названий найкращим науково-фантастичним фільмом. Він також був номінований на премію Г'юго за найкращу драматичну презентацію, поступившись фантастичному романтичному фільму «Едвард Руки-ножиці» (1990).

## Цікаві факти
- У кінці фільму, запустивши реактор, Квейд та Меліна вилітають в отвір (від випадкового пострілу) на відкриту поверхню Марсу, де ще бракує атмосфери. Не менше, ніж 5 хвилин, персонажі б'ються в конвульсіях, задихаючись, із витиснутими з очниць очима (під дією внутрішнього тиску тіла). Коли повітря нарешті заповнює Марс, герої дивом відхекуються та повертаються до нормального стану, заразом на їхніх обличах і очах — жодного сліду від пережитого фізичного стану.
- Найцікавішим та дуже реалістичним спецефектом фільму є мить, коли Квейда показано великим планом у вікні вагону відкритої гілки марсіанського метрополітену. Відтак створено ефект камери, що віддаляється від вікна й поступово показує сам потяг у русі, на тлі червоної панорами Марса.
- У титрах на початку фільму, де повідомляється, що автори фільму надихнулися оповіданням Філіпа Діка, ім'я письменника вказане помилково з двома л (Phillip K. Dick).
- У кінострічці присутні кілька посилань до не менш відомому твору іншого популярного автора - «Автостопом по Галактиці» Дугласа Адамса. Одна з них - рушник, в яке обгорнена голова Квейда під час погоні на Землі. Саме в «Путівнику» було сказано: «Щоб сховатися від переслідувачів, оберніть рушник навколо своєї голови».
- Картина закінчується кадром із плавним переходом у білий фон, для того щоб залишити сумніви у глядачів, що все показане у фільмі відбувалося в уяві Квейда, і в кінці фільму він піддався лоботомії.
- Найбільші рекламні плакати, які можна помітити в сцені, де Квейд виходить з метро, - справжні білборди, які перебували біля станції «Insurgentes» в Мехіко Сіті. Найбільш помітні з них - Fuji Film і Coca Cola.
- Оригінальна версія фільму отримала рейтинг «Х» через надмірне насильство на екрані. В подальшому фільм перемонтували: найбільш жорстокі моменти були вирізані, а також були використані нові ракурси камери. Перестрілка в метро, де Квейд використовує людське тіло як щит від куль, найбільше зазнала додаткового монтажу. Зрештою, фільм отримав рейтинг «R».